# Sebastián Zamora Medina
Sebastián Zamora Medina va ser un militar espanyol que va intervenir en la Guerra civil espanyola.

## Biografia
Militar professional, pertanyia a l'arma d'artilleria. El juliol del 1936 ostentava el rang de capità en el Regiment d'infanteria «Albuera» n. 16 de Lleida. Després de l'esclat de la Guerra civil es va mantenir fidel a la República, oposant-se a la rebel·lió militar. Al costat de l'anarquista Hilario Esteban Gil va ser un dels caps de la columna «Hilario-Zamora», organitzada a Lleida el 21 de juliol; la columna es va internar a Aragó i va aconseguir ocupar Casp després de derrotar els guàrdies civils i elements rebels.
Al desembre de 1936 va ser nomenat cap d'Estat Major de l'acabada de crear 64a Brigada Mixta, unitat amb la qual va romandre durant algunes mesos. Al maig de 1937 va ser nomenat comandant de la 141a Brigada Mixta, al Front d'Aragó. Posteriorment va servir en l'Estat Major de l'Exèrcit de l'Est, i també hauria manat per algun temps la 29a Divisió. L'agost de 1938 va ser nomenat comandant de la 16a Divisió, en substitució de l'anarquista Manuel Mora. Al capdavant d'aquesta unitat va participar en els duríssims combats de la batalla de l'Ebre. També va prendre part en la campanya de Catalunya, retirant-se amb la seva divisió cap a la frontera francesa.
La contesa també va afectar personalment a Sebastián Zamora: durant el bombardeig de Lleida, al novembre de 1937, una de les seves filles va morir i una altra va resultar greument ferida. Malgrat això, poc després intervindria en la ràdio amb un discurs que va apaivagar els ànims i va contribuir a evitar represàlies.
Després del final de la contesa va marxar a l'exili a França. Posteriorment es traslladaria a Mèxic, al costat d'altres militars republicans.